# (466595) 2014 UF164
(466595) 2014 UF164 es un asteroide perteneciente al cinturón de asteroides, descubierto el 11 de junio de 2008 por el equipo Spacewatch desde el Observatorio Nacional de Kitt Peak (Arizona, Estados Unidos).